# أقلام ووترمان

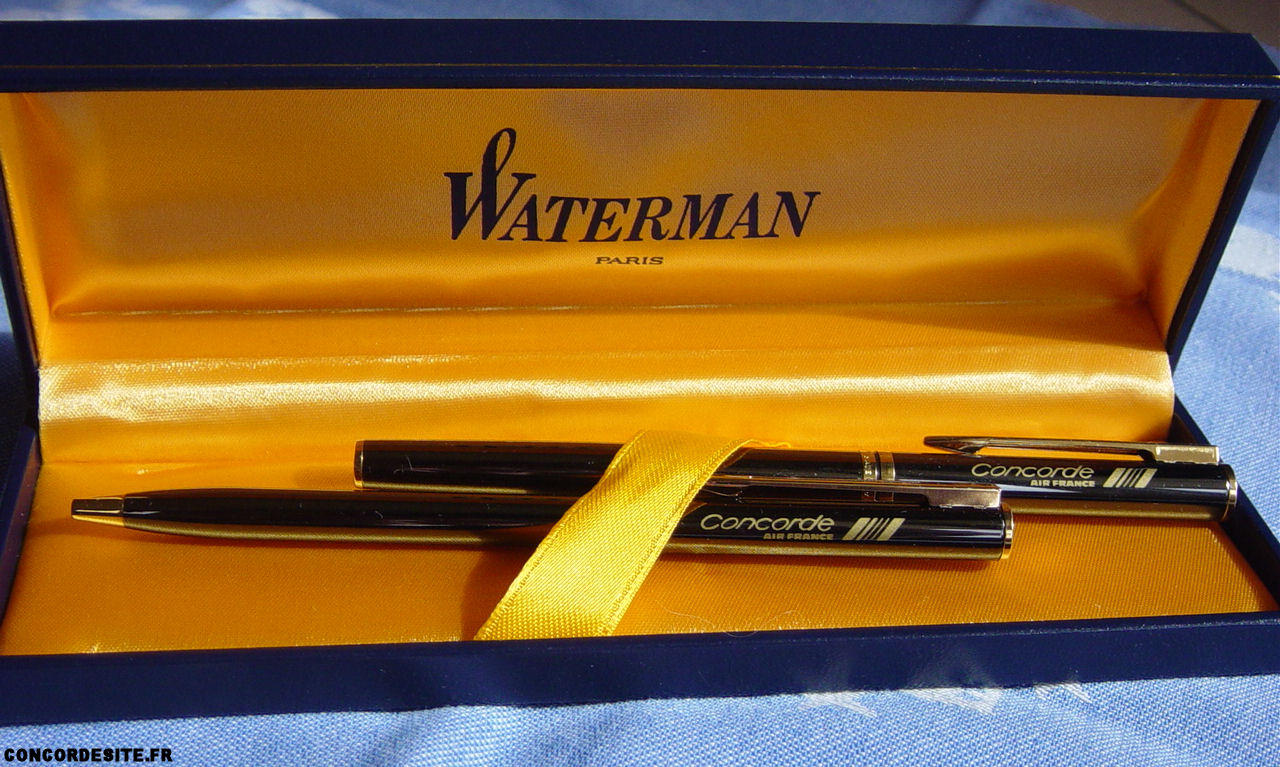
أقلام ووترمان مصنوعة لسلاح الجو الفرنسي

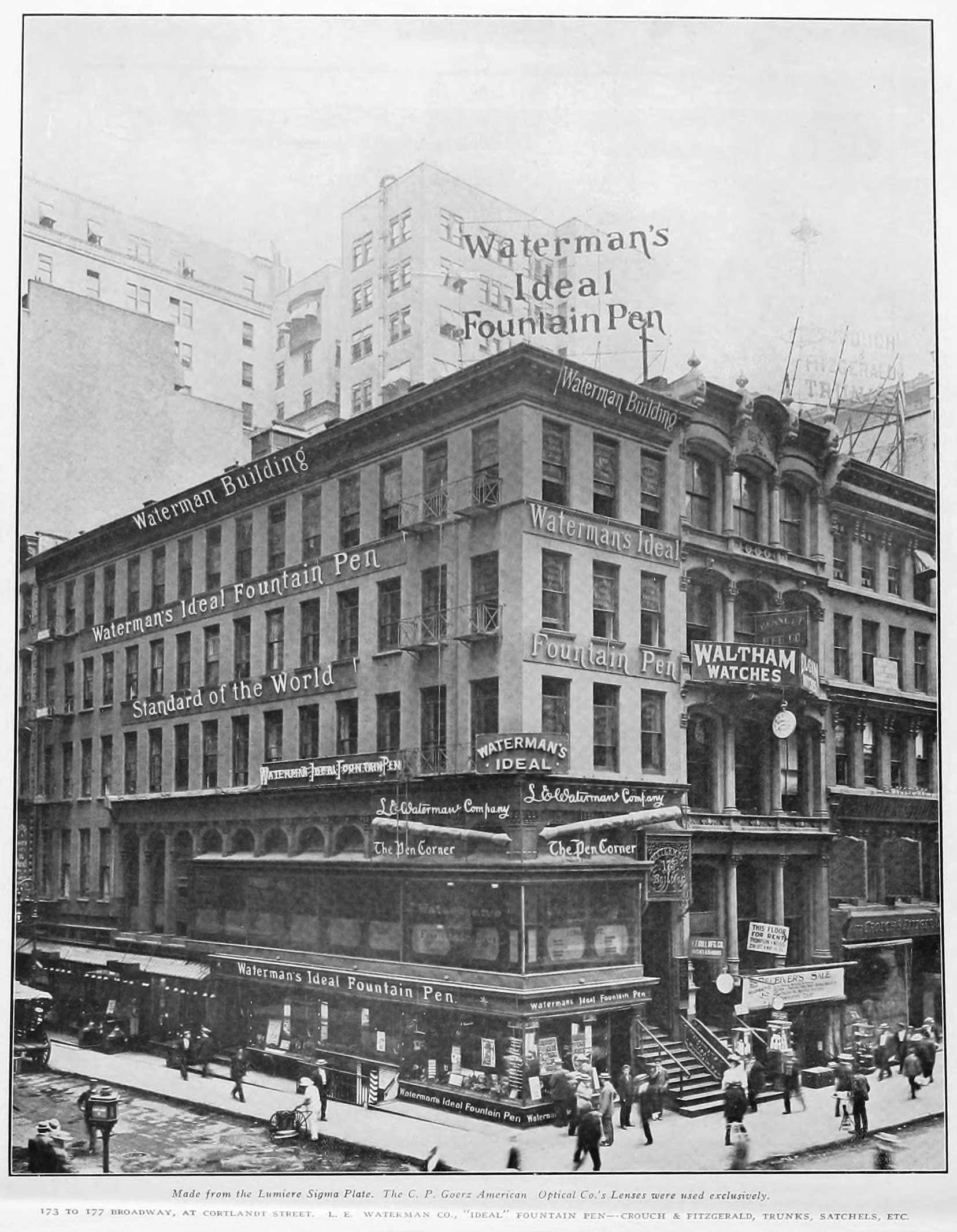
مصنع ووترمان في منهاتن

تعتبر شركة أقلام ووترمان (بالإنجليزية: Waterman)‏ مصنع رئيسي لأقلام الحبر السائل. وقد أسسها في مدينة نيويورك لويس ووترمان عام 1884، وهي إحدى أقدم شركات أقلام الحبر السائل في العالم. وتمتلكها الآن شركة ربيرمايد.
صنعت أولى أقلام ووترمان من المطاط الصلب وكانت تزوّد بريشة (سن) من الذهب عيار 14 قيراط. ثم أدخلت في صناعة ووترمان المعادن الثمينة، ولا يزال بعضها مستخدماً حتى الآن.
يدل حجم الإنتاج المرتفع من أقلام ووترمان منذ عقد 1900 على أنه من السهل العثور على بعض النماذج القديمة اليوم. فمن النماذج التي صُنعت من المطاط الصلب، القلم ذي القطارة ذي الغطاء المنزلق رقم 12 والقلم ذي الإطار الالتفافي رقم 52، وغيرها.
عام 1983، واحتفاءً بالذكرى المئوية لتأسيس الشركة، ابتكرت شركة ووترمان قلم «لو مان 100»، وذلك بهدف نشر المنتج في سوق الكتابة الفاخرة. اشتهر عن الرئيس الفرنسي السابق فرنسوا ميتران أنه كان يحمل قلمي ووترمان اثنين أينما ذهب. من التصميمات الأخرى التي أصبحت علامة فارقة في الكتابة الفاخرة أقلام الكتابة المعاصرة طراز «ليدي إليسا» و «ليدي باتريسيا».

## وصلات خارجية
- الموقع الرسمي بالإنجليزية
- جولة/زيارة إلى المصنع